# Bernhard Eichkorn

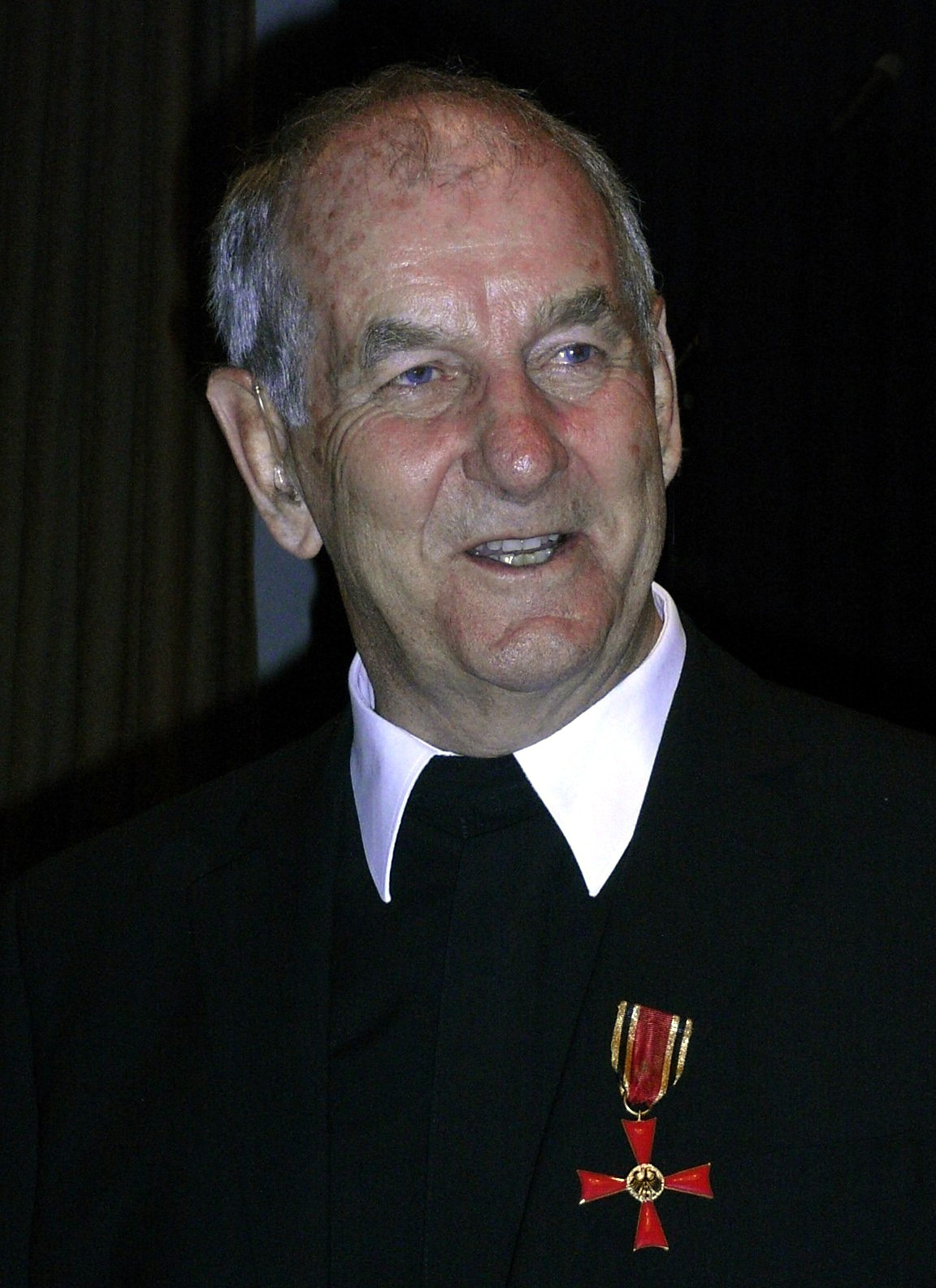
Bernhard Eichkorn (2008)

Bernhard Eichkorn (* 22. März 1934 in Bettmaringen) ist ein deutscher römisch-katholischer Priester. Er wurde durch seine Tätigkeit für die christliche Esperanto-Bewegung über die Grenzen seiner Heimat hinaus bekannt.

## Leben
Bernhard Eichkorn wurde im Südschwarzwald in dem kleinen alemannischen Dorf Bettmaringen, Kreis Waldshut, geboren, das heute zu Stühlingen gehört. Von 1948 bis 1955 besuchte er das Heinrich-Suso-Gymnasium Konstanz. Danach studierte er von 1955 bis 1960 Philosophie und Katholische Theologie (auch Geschichte und Psychologie), vor allem in Freiburg, 1957/1958 auch zwei Semester in München und das letzte Jahr im Priesterseminar in St. Peter im Schwarzwald. Er wurde am 19. Juni 1960 in Konstanz von Erzbischof Hermann Schäufele zum Priester der Erzdiözese Freiburg geweiht.
Nach kurzer Tätigkeit als Vikar in Weil am Rhein, Pfarrei St. Peter und Paul, war er von 1961 bis 1964 Kaplan in der Pfarrei St. Martin in Karlsruhe und anschließend bis 1967 in St. Konrad in Villingen. Am 2. April 1968 wurde er Pfarrer in St. Jakobus in Unterkirnach. Zusätzlich arbeitete er auch als Jugendseelsorger des Dekanats Villingen und Bezirkskaplan der CAJ Schwarzwald-Mitte (Christliche Arbeiterjugend), bis er 1972 Regionaldekan für den Bereich Schwarzwald-Baar und ehrenamtlicher Kreisjugendpfleger wurde. 1980 wurde er Pfarrer von St. Martin in Meßkirch und Dekan des Dekanates Meßkirch. Zum Geistlichen Rat ad honorem wurde er am 10. Dezember 1984 ernannt.
Am 15. Juni 1988 kehrte er nach Villingen (inzwischen hieß es Villingen-Schwenningen) zurück und trat in St. Fidelis und St. Konrad Rietheim die Nachfolge von Stadtpfarrer Karl-Johannes Heypeter, der in den Ruhestand wechselte. Schon bald verwaltete Eichkorn die Gemeinden Heilige Dreifaltigkeit in Pfaffenweiler und St. Gallus in Tannheim mit. Zeitweise wirkte er auch als Dekanatsfrauenseelsorger und als Präses der Kolpingsfamilie in Villingen. Am 1. Januar 2004 trat er in den Ruhestand.
Am 20. Juni 2010 feierte er sein Goldenes Priesterjubiläum mit einem feierlichen Gottesdienst in der St.-Fidelis-Kirche in Villingen.

## Tätigkeit für Esperanto
Bernhard Eichkorn erlernte im Jahr 1975 die internationale Sprache Esperanto. Sie wurde für ihn über die deutschen Sprachgrenzen hinaus zum Tor in die Welt. Er arbeitet in der Internationalen Katholischen Esperanto-Vereinigung (IKUE) mit, vor allem im Bereich der Ökumene. Zusammen mit dem inzwischen verstorbenen lutherischen Pfarrer Adolf Burkhardt sorgte er für eine Wiederbelebung der Ökumenischen Kommission, die im Gefolge des ersten ökumenischen Esperanto-Kongresses von 1968 entstanden war. Er ist Mitbegründer der katholischen Esperanto-Arbeitsgemeinschaft in der Erzdiözese Freiburg im Breisgau. Ferner hat er die baden-württembergische Esperanto-Liga (BAVELO), den Landesverband des Deutschen Esperanto-Bundes (GEA oder auf Deutsch DEB), mitbegründet. Im Vorstand von BAVELO wirkte er bis 2016 als Geschäftsführer. Von 1989 bis 2016 war Eichkorn „bischöflicher beauftragter Seelsorger“ durch den Erzbischof der Erzdiözese Freiburg/Breisgau für die katholische Esperantisten in der Erzdiözese Freiburg und darüber hinaus.
Er hat auf ungezählten Veranstaltungen im In- und Ausland Gottesdienste in Esperanto gefeiert, hat internationale Jugendbegegnungen und Partnerschaften gefördert, Wochenendbegegnungen und Bibelseminare organisiert und bei der Planung von katholischen und ökumenischen Kongressen entscheidend mitgewirkt. Eichkorn ist auch Koordinator des vielsprachigen Pflanzenwörterbuchs der Rondo de Esperantistaj Flaŭristoj (Kreis der Esperanto-sprachigen Floristen).

## Wirken
Für Gottesdienste, vor allem für das Stundengebet, sowie für Studientagungen hat Bernhard Eichkorn immer wieder Broschüren mit Gebeten, Liedern oder Arbeitstexten erstellt.
Das von Adolf Burkhardt redigierte vierteljährliche Ökumenische Esperanto-Forum hat er technisch und finanziell bis zum Tod von Adolf Burkhardt betreut. 1999 sorgte er für das Erscheinen und die Verbreitung des Buches Esperanto – das neue Latein der Kirche von Ulrich Matthias, das inzwischen in erweiterter und adaptierter Form auch in Englisch, Russisch, Portugiesisch, Litauisch, Französisch und Ungarisch erschienen ist.
Mit dem erwähnten schwäbischen Pfarrer Adolf Burkhardt und dem Pfälzer Oberstudienrat im Kirchendienst Albrecht Kronenberger gestaltete er das Ökumenische Gottesdienstbuch ADORU, das 2001 erschien und neben Gottesdienstmodellen verschiedener Konfessionen eine Fülle internationaler Lieder enthält. Das Trio, das sich als Arbeitsgruppe den Namen Kloster Kirchberg gab (man hat sich in der Regel im Kloster Kirchberg bei Sulz/Neckar getroffen), wurde für dieses Gesangbuch 2002 mit dem FAME-Kulturpreis der Stadt Aalen ausgezeichnet. Zuletzt war Bernhard Eichkorn wesentlich an der Neuausgabe der Bibel in Esperanto beteiligt, die im Oktober 2006 bei Kava-Pech in Prag erschienen ist. Wichtig ist auch seine Erstellung des umfangreichen, zweisprachigen Fachwörterbuchs mit dem Titel Christliches Glossar.
Anlässlich seines 80. Geburtstages erschien im März 2014 (2017 in 3. Auflage) im Gmeiner-Verlag seine Autobiographie Mein Dorf, meine Stadt und Gottes Barmherzigkeit. Aus dem Leben eines Gotteskindes.

## Bundesverdienstkreuz
Im Mai 2008 wurde ihm vom Oberbürgermeister der Stadt Villingen-Schwenningen, Rupert Kubon, das von Bundespräsident Horst Köhler für seine sozialen und esperantistischen Aktivitäten verliehene Bundesverdienstkreuz am Bande überreicht.